# Bürgermühle (Jüterbog)
Bürgermühle ist ein Wohnplatz der Stadt Jüterbog im Landkreis Teltow-Fläming
in Brandenburg.

## Geografische Lage
Der Wohnplatz liegt nordöstlich des historischen Stadtzentrum und dort unmittelbar an der Nuthe, die von Süden kommen in nördlicher Richtung vorbeifließt. Nördlich des Wohnplatzes liegt der Ortsteil Kloster Zinna, östlich der Ortsteil Werder. Die umliegenden Flächen werden vorzugsweise landwirtschaftlich genutzt und im Süden durch den Bürgerwiesener Graben und den Graben am Hasenberg entwässert.

## Geschichte
Bereits im Jahr 1292 erschien eine „Mühle vor der Stadt Jüterbog“ (molendinum situm ante Ciuitatem Juterboc), die jedoch 1394 als „ruiniert“ bezeichnet wurde. Wenige Jahrzehnte später wurden 1429 die Grenzen der Mühlen und des Mühlenbusches bestimmt. Im Dreißigjährigen Krieg kam es im Jahr 1631 zur Plünderung.
Eine erneute Erwähnung gab es erst wieder im Jahr 1817 als Wassermahl- und Schneidemühle nebst einer holländischen Windmühle. Die heute noch genutzte Bezeichnung Bürgermühle existiert mindestens seit 1837. Der Mühlenmeister hieß im Jahr 1839 Dalichow. Er stand im Zentrum eines Rezesses um die Verwandlung eines Naturalzehnten. Diese Abgabe musste er für eine 2⁄3 Hufen große Fläche leisten, die an die Feldmark Neumarkt grenzte und in eine Geldrente umgewandelt werden sollte. Im Wohnplatz lebten im Jahr 1858 insgesamt zehn Personen in einem Wohn- und sechs Wirtschaftsgebäuden, darunter eine Wassergetreidemühle. 1861 gehörte sie einem Besitzer namens Heinrich. Bis 1871 war die Anzahl auf sieben Personen zurückgegangen (ebenso 1885 und 1895). Im Jahr 1905 war ein weiteres Wohnhaus hinzugekommen; die Anzahl der Einwohner stieg auf elf Personen; 1925 waren es zwölf. Die Siedlung wurde 1931 ein Wohnplatz der Stadt Jüterbog. Dort gab es im Jahr 1983 die LPG Jüterbog Weide Bürgermühle.